# Baldassare Bonifacio

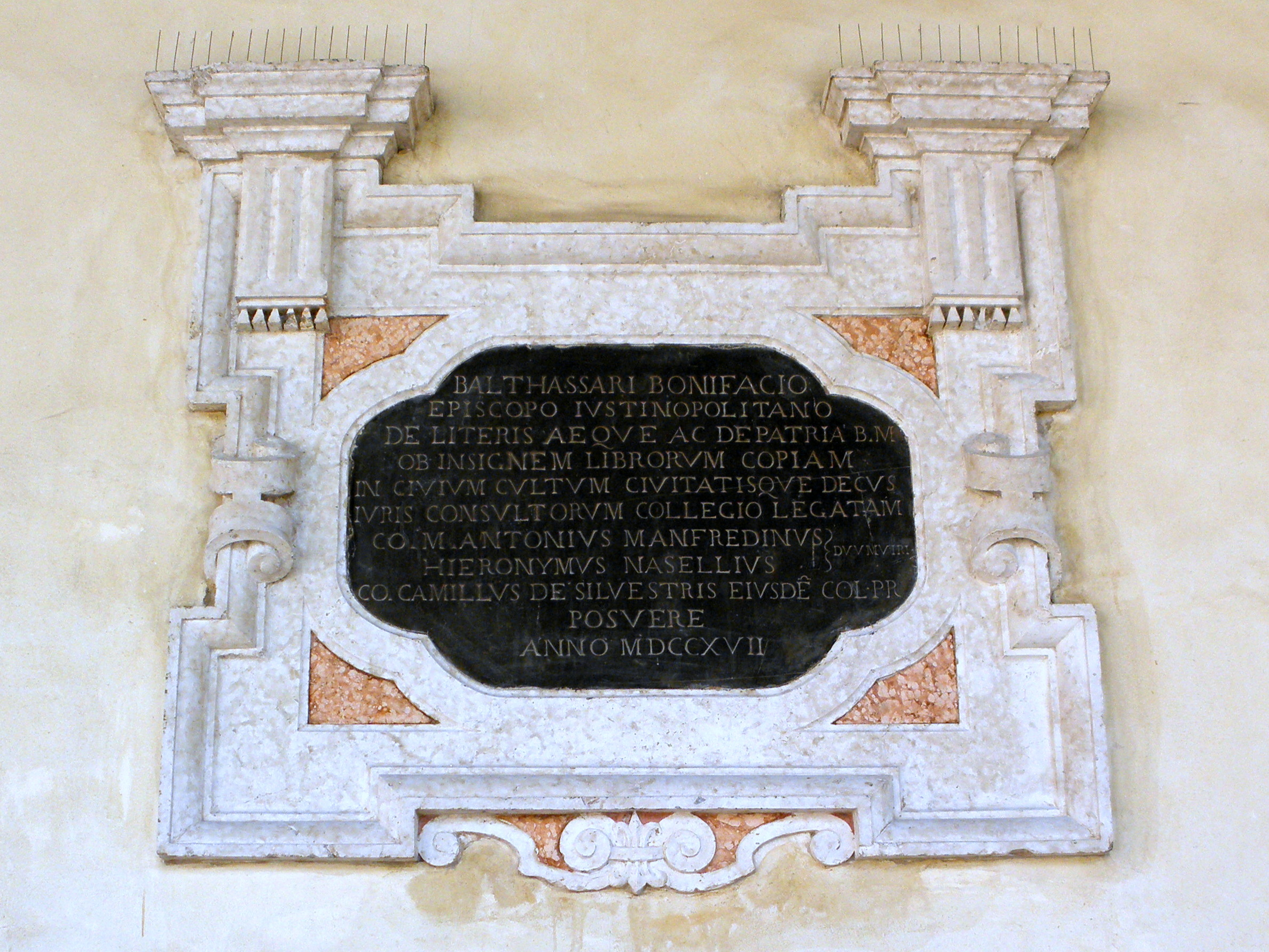
Gedenktafel Baldassare Bonifacios in Rovigo aus dem Jahr 1717

Baldassare Bonifacio (auch Baldassare Bonifazio; * 5. Januar 1585 in Crema; † 17. November 1659 in Capodistria) war ein italienischer Polyhistor, Jurist, Kleriker und historisch-antiquarischer Schriftsteller sowie Bischof von Capodistria.

## Leben
Er besuchte die Universität Padua; er beherrschte Latein und Griechisch. Bonifacio begleitete den päpstlichen Nuntius Borgia als Sekretär nach Deutschland, erhielt nach seiner Rückkehr mehrere geistliche Ämter in der Republik Venedig, wurde 1637 Leiter eines Collegiums der Venezianer in Padua und 1653 Bischof von Capo d’Istria, wo er 1659 starb. 
Bonifacio hatte noch zwei Drillingsbrüder, die, wie er, auf die Namen der Heiligen Drei Könige getauft wurden. Sein Bruder Gasparo Bonifacio oder Bonifaccio, war ebenfalls Dichter.
Er gehörte mehreren gelehrten Akademien an, u. a. der Accademia Olimpica, der Accademia degli Umoristi und der Accademia degli Incogniti.

## Werke (Auswahl)
- Dell'immortalita dell'anima, Venedig 1621 (eine gegen Sarra Copia Sullam gerichtete Schrift)
- Amata (Tragödie), Venedig 1622
- Lettere poetiche, Venedig 1622
- Elogia contarena, Venedig 1623
- De quadragenis romanæ historiæ scriptoribus judicium, 1677, neu veröffentlicht von Gaudenzio Roberti in den Miscellanea italica erudita, III
- De Archivis liber singularis, neu veröffentlicht von Joachim Johann Mader in den Syntagma scriptorum variorum de Bibliothecis atque Archivis, Helmstedt 1666 und 1702
- Conjecturæ in Martialem, Venedig 1635
- Historia ludicra, Venedig 1652, Brüssel 1656
- Panegyrici sacri, Venedig 1657

als Herausgeber
- Contarini: De rebus et bello in Etruscos et Senenses gesto und Carlo Sigonio: Judicium de historicis, qui res Romanas scripserunt, Venedig 1627, Helmstedt 1647.